# Геше Вангьял
Нгава́н Вангья́л, имя при рождении — Лиджи́ин Ке́ераб (тиб. ངག་དབང་དབང་རྒྱལ་, Вайли Ngag-dbang Dbang-rgyal; 15 октября 1901, Астраханская губерния, Российская империя —  30 января 1983, США), чаще известный с монашеской учёной степенью Геше́ Вангья́л — калмыцкий монах тибетской буддийской традиции Гэлуг, один из первых резидентных учителей тибетского буддизма в США. Оставил после себя ряд переводов и известных учеников.

## Биография
Его имя при рождении было Лиджиин Кеераб (Lidjiin Keerab).  Калмык по национальности, он был родом из окрестностей Малого Дербета в Астраханской губернии. Он был четвёртым ребёнком в семье, и в шесть лет был отдан в послушники в один из двух калмыцких буддийских монастырей. В 1923 двадцати одного года от роду Вангьял отправился  в Тибет. Он был избран для продолжения образования в Тибете самим Агваном Доржиевым и по его рекомендации был включён в состав миссии Сергея Борисова, секретного предприятия НКИДа СССР и Коминтерна. Целью экспедиции  Борисова было исследование возможностей коммунистического движения на Тибете, для этого он надел облачение паломника и включил в состав нескольких подлинных буддистов. Агван Доржиев убедил своего ученика покинуть отряд Борисова до того, как он войдёт в Лхасу для того, чтобы не оказаться идентифицированным там в качестве члена группы Борисова. Он поступил в Дрепунг Гоман — монашеский университет великого монастыря Дрепунг в Лхасе. Здесь он учился до 1935 года, когда он решил, что ему необходимо вернуться на родину за финансовой поддержкой для завершения учёбы. 
По пути домой он узнал о преследовании религиозных деятелей и религии в Советской России, и задержался в Пекине. Здесь он устроился в издательство, где сличал между собой различные тибетские издания Ганджура и Данджура. В 1937 году, скопив достаточно средств для защиты учёной степени геше, он вернулся в Тибет через Индию. 
В Индии, будучи в Калькутте, он был нанят переводчиком сэра Чарльза Белла, крупного британского дипломата и исследователя. В качестве переводчика он сопровождал Белла в поездке по Китаю и Маньчжурии. После этого он вернулся в Тибет, успешно защитился на степень геше в Лхасе и создал фонд помощи для защиты степени геше для монахов из Монголии и России, которые, подобно ему, оказались отрезаны от поддержки родственников. 
Во время аннексии Тибета войсками НОАК геше Вангьял бежал в Индию. В 1955 году уехал из Индии в США, где возникла необходимость в священнослужителе для новой диаспоры калмыков, расселённой в Нью-Джерси, Нью-Йорке и Пенсильвании.  
В 1958 году геше Вангьял основал в Вашингтоне, штат Нью-Джерси, тибетский буддийский монастырь Лабсум Шедруб-линг. Он был главным наставником монастыря вплоть до своей смерти в январе 1983 года. Здесь у него учились многие известные люди. Монастырь значительно повлиял на распространение тибетского буддизма в США. 
После 1973 года геше Вангьял также преподавал в Колумбийском университете в Нью-Йорке. В 1960-70-х годах он спонсировал поездки в США монахов из поселений тибетских беженцев в Индии и обучал их английскому языку, чтобы они могли служить тибетской диаспоре в США. 
По совету геше Вангьяла и Далай-ламы XIV в 1972 году был основан Американский институт буддологии.
Доктор Вангьял перевёл и издал два тома тибетских и санскритских легенд, иллюстрирующие буддийское учение: The Door of Liberation (Дверь к освобождению) и The Prince Who Became a Cuckoo (Принц, превратившийся в кукушку). Он также совместно с Брайаном Кутилло перевёл и издал Illuminations of Sakya-Pandita (Озарения Сакья-пандиты).
Среди его студентов были тибетологи и буддийские активисты Роберт Турман, Джеффри Хопкинс, Александр Берзин и художник Тед Сет Джейкобс.